# وزارت دفاع ملی ترکیه
وزارت دفاع ملی ترکیه (ترکی استانبولی: Millî Savunma Bakanlığı) از وزارتخانه‌های دولت ترکیه است، که در سال ۱۹۲۰ تأسیس شد و وظیفه مدیریت نیروهای مسلح ترکیه و تأسیسات دفاعی، همچنین پشتیبانی لجستیک از نیروهای مسلح ترکیه را برعهده دارد. ستاد مرکزی وزارت دفاع ملی ترکیه در شهر آنکارا قرار دارد. این سازمان با مجموع ۳۷۰٬۰۰۰ پرسنل، چهارمین کارفرمای بزرگ در ترکیه است.